# Georg Kirchner
Georg Kirchner ( 1837 - 1885 ) fue un botánico estadounidense.

## Algunas publicaciones
- 1875. Contribution to the fossil flora of Florissant, Colorado

- La abreviatura «G.Kirchn.» se emplea para indicar a Georg Kirchner como autoridad en la descripción y clasificación científica de los vegetales.[2]

Posee 59 registros IPNI de sus identificaciones y clasificaciones de nuevas especies, las que publicaba habitualmente en: Fl. New England; Arbor. Muscav.; C. Koch & Fint. Wochenschr. ii.